# Б'янка Боскер
Б'янка Боскер  (англ. Bianca Bosker)  – американська журналістка, письменниця. Дружина Метью Нгуєни (Matthew Nguyen), професора Єльського університету. Авторка популярної в Сполучених Штатах книги «CORK DORK: A Wine-Fueled Adventure Among the Obsessive Sommeliers, Big Bottle Hunters, and Rogue Scientists Who Taught Me to Live for Taste» (укр. «Схиблені на вині. Мандрівка у вишуканий світ сомельє»). Яку було перекладено та опубліковано українською мовою видавництвом «Наш Формат» у 2018 році.

## Біографія
Народилася в Портленді, штат Орегон (США). Навчалась у Принстонському університеті. Працювала на посаді редактора «The Atlantic», також є автором ряду публікацій «The New Yorker», «The New York Times», «The Wall Street Journal», «Food & Wine», «The Guardian» та «The New Republic».
Її твори ввійшли до антології «Best American Travel Writing» та відзначені низкою нагород: Міжнародної асоціації кулінарних професіоналів, Товариства професійних журналістів, Товариства редакторів і письменників американського бізнесу, Асоціації фуд-журналістів, а також премією МФК Фішер. Окрім цього номіновані на премію Джеральда Лоеба, Міжнародну премію Вільяма Сарояна, та нагороди «Deadline Club Awards».
Паралельно з основною діяльністю, Б'янка Боскер також займається вивченням китайської культури. Її «ORIGINAL COPIES» (Архітектурна мімікрія у сучасному Китаї) фігурує в якості фіналіста премії «Книга року» за версією «Foreword Reviews», також названа однією з кращих книг року ресурсу «Gizmodo».
Боскер є співзасновницею сайту «Huffington Post», де до 2014 року працювала виконавчим технічним редактором. Також є співавторкою книги «Bowled Over: A Roll Down Memory Lane» (Chronicle Books, 2002).
Б'янка Боскер наразі живе у Принстоні, штат Нью-Джерсі. Часто буває в Нью-Йорку. Серед маловідомих фактів про авторку: має диплом дворецького, колекціонує графічні романи та експериментує різноманітні поєднання вина з їжею.

## Переклад українською
- Б'янка Боскер. Схиблені на вині. Мандрівка у вишуканий світ сомельє / пер. Ганна Руль. — К.: Наш Формат, 2018. — 344 с. — ISBN 978-617-7552-81-8.